# William C. Houston
William Cannon Houston (* 17. März 1852 bei Shelbyville, Bedford County, Tennessee; † 30. August 1931 bei Woodbury, Tennessee) war ein US-amerikanischer Politiker. Zwischen 1905 und 1919 vertrat er den Bundesstaat Tennessee im US-Repräsentantenhaus.

## Werdegang
Im Jahr 1858 zog William Houston mit seiner Mutter nach Woodbury. Dort und in Sweetwater besuchte er die öffentlichen Schulen. Anschließend arbeitete er in der Landwirtschaft; außerdem gab er eine Zeitung heraus. Politisch wurde Houston Mitglied der Demokratischen Partei. In den Jahren 1877 bis 1879 sowie nochmals von 1881 bis 1885 saß er als Abgeordneter im Repräsentantenhaus von Tennessee. Nach einem anschließenden Jurastudium und seiner im Jahr 1878 erfolgten Zulassung als Rechtsanwalt begann er in Woodbury in seinem neuen Beruf zu arbeiten. Im Jahr 1888 war er sowohl regionales Vorstandsmitglied seiner Partei als auch Präsident des regionalen Parteitages in Tennessee. Zwischen 1894 und 1904 fungierte Houston als Richter im achten Gerichtsbezirk seines Staates.
Bei den Kongresswahlen des Jahres 1904 wurde er im fünften Wahlbezirk von Tennessee in das US-Repräsentantenhaus in Washington, D.C. gewählt, wo er am 4. März 1905 die Nachfolge von James D. Richardson antrat. Nach sechs Wiederwahlen konnte er bis zum 3. März 1919 sieben Legislaturperioden im Kongress absolvieren. In diese Zeit fiel der Erste Weltkrieg. Im Jahr 1913 wurden der 16. und der 17. Verfassungszusatz verabschiedet. Von 1911 bis 1913 war William Houston Vorsitzender des Committee on the Census; von 1913 bis 1919 leitete er den Ausschuss, der sich mit der Verwaltung der US-Territorien befasste.
1918 verzichtete Houston auf eine erneute Kandidatur. Zwei Jahre später war er Delegierter zur Democratic National Convention in San Francisco, auf der James M. Cox als Präsidentschaftskandidat nominiert wurde. Danach zog er sich in seinen Ruhestand zurück. Er starb am 30. August 1931 auf seiner Plantage „Beaver Dam“ nahe Woodbury.